# Фернандо Леон-и-Кастильо
Фернандо Леон-и-Кастильо (30 ноября 1842, Тельде — 12 марта 1918, Биарриц) — испанский юрист, политик и дипломат. Министр иностранных дел во время правления Альфонсо XII и министр внутренних дел во время регентства Марии Кристины Габсбург-Лотарингской, он был одним из ответственных за испанскую интервенцию в Северной Африке. Он носил благородный титул маркиза Муни.

## Биография
Он изучал право в Мадриде и сотрудничал с либеральными изданиями в последние годы правления Изабеллы II. После революции 1868 года он был назначен гражданским губернатором Гранады и Валенсии. Он был избран депутатом Кортесов от Гран-Канарии в 1871 году, а затем сенатором от провинции Канарские острова, в 1874 году он стал заместителем министра иностранных дел.
После Реставрации и вместе с Сагастой он был министром иностранных дел с 8 февраля 1881 г. по 9 января 1883 г. Он продвигал различные строительные работы на Гран-Канарии, такие как Пуэрто-де-ла-Лус в Лас-Пальмас-де-Гран-Канария, столица его родного острова. При его административной поддержке были построены маяк Маспаломас и лазарет Гандо, которые спроектировал его брат Хуана. Также было создано межостровное почтовое отделение, известное как correillos, небольшие пароходы, которые связывали Канарские острова друг с другом. 10 октября 1886 года Леон-и-Кастильо возглавил министерство внутренних дел, но только на год, став послом во Франции в ноябре 1887 года (должность, которую он периодически занимал до конца своей жизни).
В знак признания его политической карьеры Мария Кристина Габсбург-Лотарингская, королева-регент Испании, пожаловала ему титул маркиза Муни в 1900 году.
Леон-и-Кастильо продолжил свою политическую работу, написав примерно в 1902 году проект нового франко-испанского договора, который расширил испанские владения в Марокко, включая район Феса. Однако либеральная проволочка и скептицизм Мауры задержали подписание этого соглашения до 1912 года с гораздо более скромными результатами.
В 1904 году он подписал от имени короля Испании Международное соглашение о борьбе с торговлей белыми рабынями, подписанное в Париже 18 мая 1904 года, которое устанавливало механизмы между правительствами для защиты женщин и девочек, которые могли попасть в руки торговцев людьми и поддержку, чтобы они могли вернуться в страны своего происхождения.
Участвовал в Альхесирасской конференции (1906) и защищал нейтральную политику Испании во время Первой мировой войны. В 1910 году стал кавалером ордена Золотого руна. Он умер во французском городке Биарриц в 1918 году. Десять лет спустя его останки были перенесены на родной остров Гран-Канария, и захоронены в мавзолее, воздвигнутом для него внутри собора в Лас-Пальмас-де-Гран-Канария.
В 1992 году он был посмертно назван первым любимым сыном острова Гран-Канария.